# Jenna Presley
Jenna Presley, pseudonimo di Brittni Ruiz, nota anche da sposata come Brittni De La Mora (San Diego, 1º aprile 1987), è un'ex attrice pornografica statunitense.

## Biografia
È la più grande di tre figli (ha un fratello e una sorella); ha conseguito il diploma alla Hilltop High School, California, nel 2005. Il suo sogno durante gli anni del liceo era quello di diventare conduttrice televisiva, ma ben presto questo suo desiderio si fece sempre più lontano quando varcò il confine e cominciò a lavorare come spogliarellista in Messico, all'età di 15 anni. Frequentò per alcuni mesi l'università a Santa Barbara tra il giugno 2005 e l'ottobre dello stesso anno: infatti, lasciò da parte il suo lavoro di spogliarellista per lavorare presso un'impresa di telemarketing per pagarsi le spese alimentari, l'affitto e l'università. Ma presto si stufò e ritornò a lavorare come stripper.
Prima di entrare nell'industria pornografica, lavorò per tre mesi e mezzo come ballerina in un locale di Santa Barbara chiamato Spearmint Rhino prima di incontrare Derek Hay, che le fece firmare un contratto per la sua agenzia LA Direct Models. LA Direct Models è un'agenzia per modelli per l'industria del porno e che inizialmente aveva sede a Londra, stabilitasi poi a Los Angeles. Entrò ufficialmente nell'industria del cinema hardcore nel settembre del 2005.
In un'intervista del 20 gennaio 2005 per il sito web lukeisback.com, Jenna parla della sua battaglia con il suo passato sessuale, soprattutto quando fu violentata all'età di 14 anni. Racconta anche della sua battaglia contro l'anoressia nervosa durante il periodo delle scuole superiori e di come quasi le costò la vita, arrivando a pesare 26 kg. Parlò, inoltre, della sua promiscuità sessuale durante l'università, cosa che la portò poi a entrare nel business del cinema per adulti.
Dal suo debutto nell'industria Jenna ha recitato in più di 169 film. Ha avuto una relazione con il famoso Gustavo Sáez e fino ad oggi non ha mai girato scene di sesso anale per suo volere, ma in molte scene dei suoi film è presente l'eiaculazione femminile.
Nel 2006 trovò fortuna nella seconda stagione di Jenna American Sex Star. Arrivò alla seconda posizione dietro all'attrice britannica Roxy Jezel.
Nell'estate 2008 si sottopose ad un intervento chirurgico per aumentare la taglia di seno, passando da una taglia 32B alla 32DD.
Ricevette una nomina agli AVN Awards nella categoria Best New Starlet nel 2008 e una per Best Solo Sex Scene nel 2010. Inoltre nel 2010 è stata nominata da Maxim come una delle migliori 12 star del porno.
Nel 2013 si converte al Cristianesimo e diviene membro dell'organizzazione cristiana XXXchurch abbandonando l'industria pornografica.

## Caratteristiche fisiche
Jenna ha numerosi tatuaggi: due stelle su entrambi i fianchi, una fata sopra la parte bassa della spalla, Hibiscus circondato da un tribale sulla testa e uno sull'avambraccio.
Ha anche vari piercing: alla lingua, all'ombelico, al naso e alle orecchie.

## Riconoscimenti
- 2006 NightMoves Award – Fan Choice for Best New Starlet[5]
- 2006 XRCO Award nominee for Cream Dream
- 2007 AVN Award nominee for Best New Starlet
- 2010 AVN Award nominee – Best Solo Sex Scene – Self Service
- 2012 AVN Award nominee – Best Solo Sex Scene[6]
- 2012 AVN Award nominee – Best Three-Way Sex Scene (Con Jayden Jaymes & Manuel Ferrara)[6]

## Filmografia
- 1 Dick 2 Chicks 4 (2005)
- Barely 18 25 (2005)
- Barely Legal 55 (2005)
- Big Mouthfuls 8 (2005)
- Cum Glazed 4 (2005)
- Cum Swappers 5 (2005)
- Frank Wank POV 6 (2005)
- Hand to Mouth 2 (2005)
- Here Cumz Santa (2005)
- Legal At Last 3 (2005)
- Sack Lunch 1 (2005)
- School Bus Girls 5 (2005)
- She Bangs (2005)
- Squirt-A-Holics 1 (2005)
- Taboo: Foot Frenzy (2005)
- Teenage Sinsations (2005)
- Who's Next In Porn 4 (2005)
- 12 Nasty Girls Masturbating 7 (2006)
- 13 Cum Hungry Cocksuckers 3 (2006)
- 2 on 1 24 (2006)
- 2 Young To Fall In Love 2 (2006)
- 2wice As Nice (2006)
- 50 To 1 4 (2006)
- Badass School Girls 1 (2006)
- Barely Legal Corrupted 7 (2006)
- Blazed and Confused 1 (2006)
- Blow Me Sandwich 9 (2006)
- Blown Away 2: I Can't Wait to Suck Your Cock (2006)
- Britney Rears 3: Britney Gets Shafted (2006)
- Countdown to Orgasm (2006)
- Cream My Crack 3 (2006)
- Cum Buckets 5 (2006)
- Deeper 1 (2006)
- Duality (2006)
- Eric Hunter's Hunted 2 (2006)
- Erotica XXX 12 (2006)
- Eye Candy: Camp Fuck-a-lot (2006)
- Face Invaders 1 (2006)
- Filthy (2006)
- Flower's Squirt Shower 3 (2006)
- Frosted Faces 2 (2006)
- Fuck Dolls 6 (2006)
- Gag Factor 20 (2006)
- Girlvana 2 (2006)
- Goo 4 Two 3 (2006)
- I Lost My Cock In Hillary Scott (2006)
- I'm Only Squirteen (2006)
- Incumming 9 (2006)
- Indecent Radio (2006)
- Just Over Eighteen 15 (2006)
- Lacie's Life (2006)
- Lady of the Evening (2006)
- Legal At Last 4 (2006)
- Lesbian Training 2 (2006)
- Lewd Conduct 27 (2006)
- Lick It Up 3 (2006)
- Lip Lock My Cock 1 (2006)
- Little Titties Tight Holes 2 (2006)
- Lord of the Squirt 3 (2006)
- Meat Puppets (2006)
- Meet The Fuckers 4 (2006)
- My Girlfriend Squirts 2 (2006)
- New Releases 4 (2006)
- Oral Antics 4 (2006)
- Oral Consumption 8 (2006)
- Perfect Slave: Dungeon of Cum (2006)
- Pussy Party 18 (2006)
- Service Animals 23 (2006)
- Shake It 1 (2006)
- Squirt for Me POV 6 (2006)
- Squirts So Good 2 (2006)
- Stop or I'll Squirt 3 (2006)
- Swallow My Pride 9 (2006)
- Swallow My Squirt 3 (2006)
- Swallow My Squirt 4 (2006)
- Sweet and Petite 2 (2006)
- Taboo 8 (2006)
- Teen Fuck Holes 5 (2006)
- Teenage Peach Fuzz 2 (2006)
- Teens Gone Wild 1 (2006)
- Teens In Tight Jeans 1 (2006)
- Teens O' Poppin' (2006)
- That 70s Ho (2006)
- Trusting Girls Trussed and Gagged (2006)
- Vicious Girls Gone Anal (2006)
- Wet Room (2006)
- Young and Stuffed (2006)
- Young Fucking Bitches 1 (2006)
- Young Squirts 1 (2006)
- 3 Blowin Me 1 (2007)
- All American Girls (2007)
- Be My Bitch 3 (2007)
- Bikini Teenies (2007)
- Blowjob Princess 2 (2007)
- Boss' Daughter (2007)
- College Wild Parties 10 (2007)
- Corrupted by Justine Joli (2007)
- Elite 2 (2007)
- Flirt N Squirt 1 (2007)
- Girls of Amateur Pages 14 (2007)
- Girls Will Be Girls 1 (2007)
- Interactive Sex with Jenna Haze (2007)
- Jesse Loves Pain (2007)
- Keep 'Em Cummin' 1 (2007)
- Killer Desire (2007)
- Licensed to Blow 3 (2007)
- MILF Chronicles 1 (2007)
- Mind Blowers 7 (2007)
- My Freshman Year (2007)
- My Space 1 (2007)
- Naughty College School Girls 41 (2007)
- No Boys No Toys 1 (2007)
- Pleasure Seekers (2007)
- POV Casting Couch 12 (2007)
- Quiet (2007)
- Real Squirters 1 (2007)
- Service with a Smile (2007)
- Shameless (2007)
- Slutty Squirters 1 (2007)
- Squirt Facials (2007)
- Squirt Hunter 5 (2007)
- Squirt in My Face (2007)
- Squirt Machines (2007)
- Storm Squirters 2 (2007)
- Swallow My Squirt 5 (2007)
- Sweet Young Things 1 (2007)
- Teen Hitchhikers 16 (2007)
- Teenstravaganza 2 (2007)
- Totally Fucked 1 (2007)
- 10 Dirty Talkin' Masturbators 2 (2008)
- All About Me 1 (2008)
- Hey Boys I'm Legal 4 (2008)
- Naughty and Uncensored (2008)
- Nurse Monique (2008)
- POV Blowjobs 1 (2008)
- Pure 18 4 (II) (2008)
- Sexual Freak 8: Audrey Bitoni (2008)
- She's Cumming 1 (2008)
- Simple Fucks 3 (2008)
- Sindee Jennings is Supersquirt (2008)
- Splash Zone 2 (2008)
- Sweet Spot (2008)
- Team Squirt 5 (2008)
- Teen MILF 4 (2008)
- Teenage Perverts 2 (2008)
- Young Wet Horny 5 (2008)
- A Rare Case Of Girlstuckoncock (2009)
- All Ditz and Jumbo Tits 9 (2009)
- Asseaters Unanimous 20 (2009)
- Best Queens Of Squirt (2009)
- Big Breasted Nurses 2 (2009)
- Big Tit Fixation 1 (2009)
- Big Tits at School 6 (2009)
- Blow Bang 1 (2009)
- Blown Away 2 (2009)
- Bust Lust 1 (2009)
- Busty Beauties: The A List 1 (2009)
- Busty Housewives 2 (2009)
- Couples Camp 1 (2009)
- Cumstains 10 (2009)
- Curvy Girls 4 (2009)
- Cyber Sluts 9 (2009)
- Doctor Adventures.com 5 (2009)
- Double D's and Derrieres 4 (2009)
- Drill Baby Drill (2009)
- Fuck Team 5 7 (2009)
- Full Streams Ahead 2 (2009)
- Glamour Girls 1 (2009)
- Great Big Tits 7 (2009)
- I Do It For The Money 1 (2009)
- In the Army Now (2009)
- Intense Climax (2009)
- Internal Cumbustion 15 (2009)
- Internal Damnation 3 (2009)
- Is He There? (2009)
- Just Tease 1 (2009)
- King Dong 1 (2009)
- Masturbation Nation 5 (2009)
- Never Say Never (2009)
- Oil Spills 1 (2009)
- Perverted POV 11 (2009)
- Rack It Up 3 (2009)
- Secret Diary of a Secretary (2009)
- Self Service 1 (2009)
- Smokin' Hot Spinners 1 (2009)
- Squirt Shots (2009)
- Sticky Sweet 2 (2009)
- Suck It (ll) (2009)
- Taste of Stoya (2009)
- Tease Before The Please 4 (2009)
- Watermelons 1 (2009)
- Wet Juicy Juggs 2 (2009)
- Baby Got Boobs 4 (2010)
- Babysitter Diaries 1 (2010)
- Bang Bus 31 (2010)
- Big Dick Gloryholes 6 (2010)
- Big Tit Cream Pie 9 (2010)
- Big Tits at Work 10 (2010)
- Big Tits Boss 15 (2010)
- Busty Nurses 2 (2010)
- Busty Ones (2010)
- I Love Big Toys 25 (2010)
- I Love Big Toys 26 (2010)
- Intimate Touch 3 (2010)
- Masturbation Nation 6 (2010)
- Monster Tits 4 (2010)
- My Ideal World (2010)
- Oil Overload 4 (2010)
- Peter North's POV 26 (2010)
- Pound the Round POV 7 (2010)
- Rear View 1 (2010)
- Self Service Sex 1 (2010)
- Slut Puppies 4 (2010)
- Teen Gasms (2010)
- This Ain't Two and a Half Men (2010)
- Vampire Sex Diaries (2010)
- Wicked Games (2010)
- Attack of the MILFs 10 (2011)
- Battle Of The Asses 3 (2011)
- Big Breast Nurses 7 (2011)
- Big Tit Fanatic (2011)
- Bra Busters 2 (2011)
- Charlie's Hookers (2011)
- Divorcee 2: This Ain't the People's Court (2011)
- Dynamic Booty 6 (2011)
- Girlfriend for Hire (2011)
- Huge Boobs (2011)
- Humper To Bumpher 2 (2011)
- I Have a Wife 14 (2011)
- I Screwed the Pizza Guy 4 (2011)
- Lex The Impaler 6 (2011)
- Live Gonzo 2 (2011)
- Mandingo: Hide Your Wives (2011)
- My Wife's Hot Friend 10 (2011)
- Nacho Invades America 1 (2011)
- Nooners (2011)
- North Pole 89 (2011)
- Not Charlie Sheem's House of Whores XXX Parody (2011)
- Party Girls (2011)
- POV Junkie 4 (2011)
- Raunchy (2011)
- Supergirl XXX: An Extreme Comixxx Parody (2011)
- Sybian Scam (2011)
- Taboo: Treat Me Like A Whore (2011)
- This Ain't American Chopper XXX (2011)
- Titty Attack 1 (2011)
- Unbridled: Free From All Restraint (2011)
- What the Fuck: Big Tits Bitches and Ass (2011)
- Alektra Blue Is Cumming On Demand (2012)
- Amazing Asses 5 (2012)
- Are You a Boob Man (2012)
- Avengers XXX: A Porn Parody (2012)
- Big Booty Shakedown 2 (2012)
- Big Tits in Uniform 6 (2012)
- Big Titty Time (2012)
- Blowjob Winner 14 (2012)
- Brazzers Presents: The Parodies 2 (2012)
- Breast Worship 4 (2012)
- Brother Load 3 (2012)
- Busty Cops (2012)
- Cal Vista Collection 2 (2012)
- Fuck a Fan 17 (2012)
- Fuck Buddies (2012)
- Gringas And Latinas (2012)
- I Need To Be Alone (2012)
- It's a Girl Thing 2 (2012)
- Just Tease 3 (2012)
- Lisa Ann: Can't Say No (2012)
- Magical Feet 17 (2012)
- Molly's Life 14 (2012)
- Parodies 2 (2012)
- Spartacus MMXII: The Beginning (2012)
- Squirtamania 28 (2012)
- Superman vs. Spider-Man XXX: An Axel Braun Parody (2012)
- Thor XXX: An Extreme Comixxx Parody (2012)
- Real Wife Stories 15 (2013)
- She's Gonna Squirt (2013)
- Size Matters 2 (2013)